# هدینگتون
هدینگتون (به انگلیسی: Headington) یک روستا در بریتانیا است که در آکسفوردشر واقع شده‌است.